# Arzúa (comarque)
Arzúa est une comarque  de la province de La Corogne en Galice (Espagne).  Arzúa est le chef-lieu de la comarque.
La comarque de Arzúa est traversée par une voie romaine, la Via XIX sur l'Itinéraire d'Antonin et par le Camino francés du Pèlerinage de Saint-Jacques-de-Compostelle.

## Municipios de la comarque
La comarque est composée de quatre municipios (municipalités ou cantons) : 
- Arzúa
- Boimorto
- O Pino
- Touro